# Пусть он выступит
«Пусть он выступит» — телевизионный фильм режиссёра Олега Биймы, снятый на Украинской студии телевизионных фильмов в 1982 году. Экранизация пьесы Джека Лондона «Кража».

## Сюжет
События разворачиваются в США конца XIX — начала XX века. Говард Нокс собирается выступить с речью, обличающей богатого промышленника Энтони Старкуэтера. Нокс располагает тайной перепиской о его тёмных финансовых махинациях.
За день до выступления люди Хоббарда крадут компрометирующие документы из номера отеля. О краже узнает дочь Старкуотера Маргарет, у которой развивается роман с Ноксом. Она крадёт документы со стола отца и передаёт их Ноксу. Сразу после этого звучит выстрел, убивающий Говарда.

## В ролях
- Глеб Стриженов — Энтони Старкуэтер, «король биржи»
- Нина Алисова — миссис Старкуэтер
- Надежда Смирнова — Конни, дочь Старкуэтеров
- Лариса Кадочникова — Маргарет Чалмерс, дочь Старкуэтеров, жена Томаса Чалмерса
- Вячеслав Езепов — Томас Чалмерс, сенатор, муж Маргарет
- Виталий Сидлецкий — Томми, сын Чалмерсов
- Евгений Паперный — Эллери Хаббард
- Лембит Ульфсак — Говард Нокс, доктор, член конгресса, социалист[1]
- Сергей Кустов — Феликс Доблмен, секретарь Энтони Старкуэтера
- Геннадий Кирик — Джулиус Ратленд, священник епископальной церкви
- Елена Драпеко — Линда Дэвис, горничная Маргарет Чалмерс

### В эпизодах
- А. Кузьменко
- И. Сорокин
- Святослав Максимчук — гость у Чалмерсов, сенатор

## Съёмочная группа
- Автор сценария: Виктор Кисин
- Режиссёр-постановщик: Олег Бийма
- Оператор-постановщик: Александр Мазепа
- Художник-постановщик: Мирон Киприян

## Факты
- В 1982 году вышло сразу две экранизации пьесы Джека Лондона «Кража»: режиссёра Леонида Пчёлкина на ТО «Экран» («Кража») и «Пусть он выступит…» Олега Биймы на Укртелефильме
- В фильме снялись мать и дочь: Нина Алисова, в роли миссис Старкуэтер и Лариса Кадочникова в роли Маргарет Чалмерс[2]

И у Олега Биймы в начале 80-х она <Лариса Кадочникова> блистательно снялась в экранизации «Кражи» по мотивам Джека Лондона («Пусть он выступит») — и, на мой взгляд, сыграла эффектнее и точнее, нежели это делала Анастасия Вертинская в аналогичной экранизации у Леонида Пчёлкина— редактор отдела культуры «Зеркала недели» Олег Вергелис про Ларису Кадочникову